# Heinrich Sahm
Heinrich Friedrich Wilhelm Martin Sahm, född 12 september 1877 i Anklam, död 3 oktober 1939 i Oslo, var en tysk politiker och diplomat. 
Sahm var 1905–12 kommunal tjänsteman i Stettin och Magdeburg, 1912–18 andre borgmästare i Bochum och tjänstgjorde under tiden augusti 1915 till februari 1918 vid den tyska civilförvaltningen i Warszawa. I februari 1919 blev han överborgmästare i Danzig och var 1920 ordförande i det "statsråd", som i avvaktan på författningens proklamering var stadens styrande myndighet (i samverkan med Nationernas förbunds överkommissarie). Han utsågs, när nämnda stad i november proklamerats som den Fria staden Danzig, den 6 december samma år till dennas senatspresident. 
Som senatspresident förde Sahm skickligt och ihärdigt Danzigs talan inför Nationernas förbunds råd under de ständiga konflikterna med Polen. Han lämnade posten 1931, då han blev överborgmästare i Berlin, som den siste demokratiskt valde överborgmästaren under perioden fram till efterkrigstiden. I mars 1933 utnämndes Julius Lippert till statskommissarie i Berlin och övertog många av Sahms politiska befogenheter. Sahm undertecknade många av de beslut om det nazistiska maktövertagandet som genomfördes på kommunal nivå, bland annat genom att avskeda ämbetsmän som av nazisterna ansågs politiskt opålitliga och genom att utesluta socialdemokratiska och kommunistiska fullmäktigeledamöter. Trots detta utsattes han regelbundet för personangrepp. Sahm, som tidigare varit partilös, anslöt sig i november 1933 till Nationalsocialistiska tyska arbetarepartiet (NSDAP) och då han uteslutits ur partiet 1935, med anledning av att ha handlat i judiska affärer, ingrep Adolf Hitler personligen på hans sida för att upphäva avstängningen. Sahm trädde tillbaka som borgmästare i december 1935 och utnämndes 1936 till tysk ambassadör i Oslo. Han avled i Oslo 1939 till följd av en blindtarmsoperation och är begravd på Waldfriedhof Dahlem.